# 腸系膜下靜脈
人体解剖学中，腸系膜下靜脈是从大肠引流血液的血管。

## 结构
肠系膜下静脉在胰的中后方与脾静脉汇合。而脾静脉則与肠系膜上静脉汇合形成肝門靜脈。 

### 支流
肠系膜下静脉的支流從大肠、乙状结肠和直肠引流血液。支流包括：
- 結腸左靜脈
- 乙状静脉
- 直肠上静脉
- 乙状结肠动脉

## 临床意义
胰體和胰尾部的手术可能会损伤肠系膜下静脉。 如果出現严重撕裂，可能需要结扎肠系膜下静脉，病人可以使用其它静脉引流大肠的血液。 

## 圖像

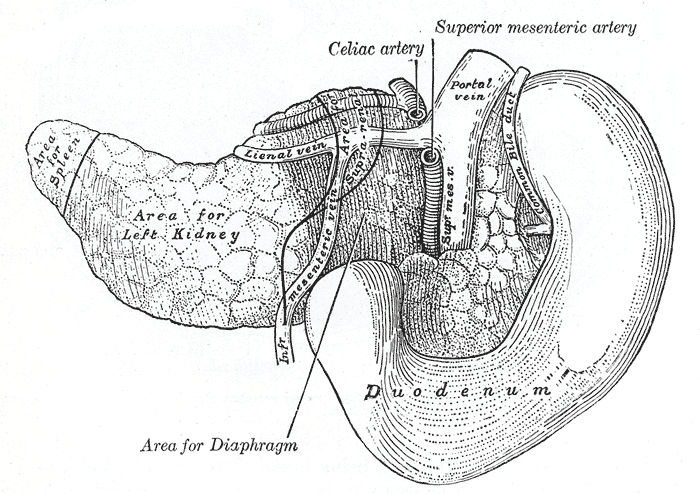
胰腺和十二指肠（背面）